# Callimunga isa
Callimunga isa är en insektsart som först beskrevs av Rehn, J.A.G. 1952.  Callimunga isa ingår i släktet Callimunga och familjen Morabidae. Inga underarter finns listade i Catalogue of Life.